# Kanton Cadours
Kanton Cadours (francouzsky Canton de Cadours) je francouzský kanton v departementu Haute-Garonne v regionu Midi-Pyrénées. Tvoří ho 16 obcí.

## Obce kantonu
- Bellegarde-Sainte-Marie
- Bellesserre
- Brignemont
- Cabanac-Séguenville
- Cadours
- Le Castéra
- Caubiac
- Cox
- Drudas
- Garac
- Le Grès
- Lagraulet-Saint-Nicolas
- Laréole
- Pelleport
- Puysségur
- Vignaux